# Coleophora binotatella
Coleophora binotatella é uma espécie de mariposa do gênero Coleophora pertencente à família Coleophoridae.